# Stadio Conde Rodolfo Crespi
Lo stadio Conde Rodolfo Crespi, anche chiamato stadio Rua Javari per la strada lungo cui sorge nel quartiere Mooca, è un impianto sportivo di San Paolo in Brasile inaugurato l'11 novembre 1929.
Con una capienza massima di 4 000 spettatori, è principalmente utilizzato per ospitare le partite di calcio del Clube Atlético Juventus, società proprietaria dello stadio.
Lo stadio non ospita gare serali in quanto sprovvisto di un impianto di illuminazione artificiale.

## Storia
L'impianto prende il nome dall'industriale italiano, nato a Busto Arsizio ed emigrato a San Paolo nel 1893, Rodolfo Crespi, che fu il primo presidente del Clube Atlético Juventus, fondato da dipendenti e dirigenti del Cotonificio Rodolfo Crespi. 
Lo stadio fu inaugurato l'11 novembre 1929 e fu di proprietà della famiglia Crespi fino al 1967 , quanto il Clube Atlético Juventus acquistò la struttura.